# Poliomintha conjunctrix
Poliomintha conjunctrix là một loài thực vật có hoa trong họ Hoa môi. Loài này được Epling & Wiggins miêu tả khoa học đầu tiên năm 1940.